# (2996) Bowman
(2996) Bowman – planetoida z grupy pasa głównego asteroid okrążająca Słońce w ciągu 4,65 lat w średniej odległości 2,78 j.a. Została odkryta 5 września 1954 roku w Goethe Link Observatory w Brooklynie. Nazwa planetoidy upamiętnia Freda N. Bowmana – astronoma ochotnika z Cincinnati Observatory, który urodził się w dniu, w którym została odkryta ta planetoida.